# Brenda Howard

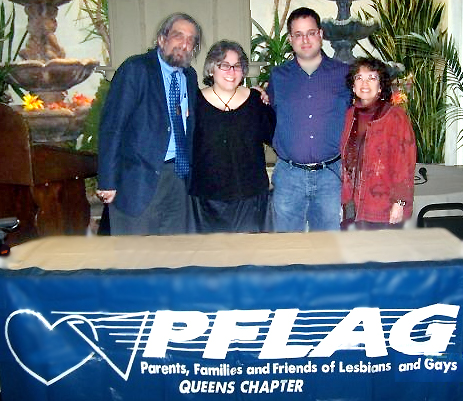
Vier winnaars van de Brenda Howard Memorial Award in 2009

Brenda Howard (New York, 24 december 1946 – aldaar, 28 juni 2005) was een Amerikaanse lhbt-rechtenactiviste, met name voor biseksuelen.

## Biografie
Brenda Howard werd geboren in The Bronx en groeide op in Long Island. In de jaren 1960 raakte ze betrokken bij de beweging tegen de Vietnamoorlog en sloot ze zich aan bij het feminisme. Daarnaast sloot ze zich aan bij het Gay Liberation Front en de Gay Activists’ Alliance, waarvan ze enkele jaren voorzitter was. Ze had veel vrienden die aanwezig waren bij de Stonewall-rellen en een maand na deze gebeurtenissen organiseerde Howard een eerste herdenkingsbijeenkomst. Een jaar later organiseerde ze samen met een commissie de Gay Pride Week en Christopher Street Liberation Day Parade. De week en optocht die zij organiseerde lag aan de basis van de Pride-optocht van New York en Pride-optochten over de hele wereld. Zodoende wordt ze ook vaak aangeduid als de Mother of Pride.
Gedurende haar hele leven sprak Howard zich duidelijk uit over haar eigen seksualiteit, zoals polyamorie, en werkte ze jarenlang aan het vergroten van begrip en zichtbaarheid met betrekking tot deze onderwerpen. Ze was covoorzitter van de Tweede Nationale Mars naar Washington voor Lesbienne en Homorechten in 1987. In datzelfde jaar richtte Howard de New York Area Bisexual Network (NYABN) op, dat zich ten doel stelde een gemeenschap en zichtbaarheid te creëren voor biseksuelen in de regio New York.
Ze zette zich in voor de inclusie van de biseksuelen en wist het voor elkaar te krijgen dat bij een nieuwe Nationale Mars in 1993 ook de biseksuelen aan de naam van de mars werden toegevoegd. Het ontmaskeren van de vele mythes rondom biseksualiteit, het onder de aandacht brengen ervan was een belangrijk onderdeel van Howards activisme. Daarnaast voerde ze ook intensief campagne voor lhbt-rechten in het algemeen, evenals voor vrouwenrechten, nationale gezondheidszorg, gelijke behandeling voor mensen van kleur en rechten voor mensen die getroffen zijn door aids. Howard overleed op 28 juni 2005, op de dag van Pride, aan dikkedarmkanker.

## Nagedachtenis
Ter ere aan haar nagedachtenis richtte de New Yorkse tak van PFLAG nog in hetzelfde jaar van haar dood de Brenda Howard Memoral Award op. Deze prijs wordt jaarlijks aan een individu of organisatie uitgedeeld die geldt als een positief en zichtbaar rolmodel is voor de biseksuele gemeenschap.